# Ola de calor de 2023

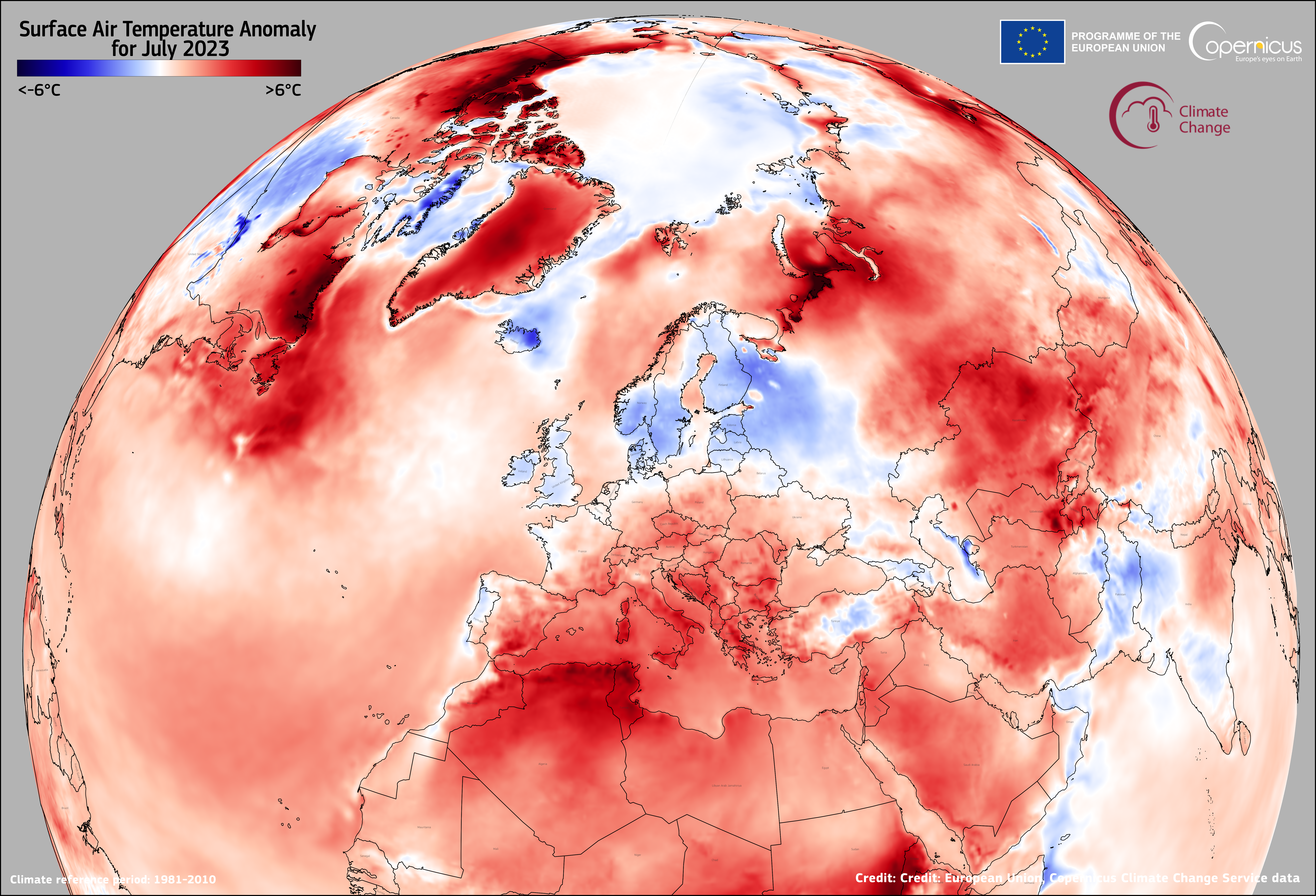
Con una desviación de más de 0,7 °C con respecto a la media de los años 1991 a 2020, julio de 2023 marca el julio más cálido jamás registrado. Numerosas regiones del hemisferio norte, especialmente en el sur de Europa, sufrieron fuertes olas de calor, con anomalías de +4 °C en Italia, Grecia y España. Además, el norte de África y el Ártico canadiense registraron temperaturas notablemente altas, alcanzando anomalías máximas de +5 °C y +7 °C, respectivamente.

La ola de calor de 2023 es el fenómeno climático que afectó a diversas zonas del hemisferio norte a partir de abril del mencionado año, extendiéndose en algunos lugares por varios meses. Durante la ola, muchas localidades han registrado temperaturas por encima de sus récords históricos de calor. Globalmente, julio ha sido el mes más caluroso jamás registrado.
Los científicos han atribuido las olas de calor al cambio climático provocado por el hombre. Otra causa que se suma es el fenómeno de El Niño que comenzó a desarrollarse en 2023. Sin embargo, hallazgos recientes demuestran que es el cambio climático el factor que está exacerbando la fuerza de El Niño.
Las olas de calor causaron graves daños en zonas como el oeste de Estados Unidos, el sur de Europa y partes de Asia. Las temperaturas anormales han provocado una probabilidad "muy extrema" de incendios forestales, según el Fire Weather Index.
Las olas de calor también se produjeron junto con algunas inundaciones inusualmente intensas. 
En respuesta a la ola de calor, algunos líderes pidieron mayores acciones para controlar los efectos el cambio climático. El presidente de los Estados Unidos, Joe Biden, ha tomado algunas medidas para proteger a la población del calor extremo.

## Antecedentes
Las olas de calor constituyen uno de los más serios peligros mortales y, de acuerdo con la predicción del IPCC, su frecuencia y magnitud está aumentando debido al cambio climático provocado por el hombre. Sin cambio climático, la ola de calor de julio en el sur de Europa y América del Norte habría sido prácticamente imposible y la ola de calor en China sería un evento que ocurre cada 250 años. Sin embargo, estos eventos ahora son comunes debido al cambio climático.
En 2023 se registró el mes de julio más caluroso en la Tierra en los últimos 120.000 años y el mes de julio más caluroso desde el inicio de la medición de la temperatura con un amplio margen. Durante cada día de julio de 2023, dos mil millones de personas experimentaron condiciones de calor que se hicieron al menos tres veces más probables debido al cambio climático y 6,5 mil millones de personas experimentaron este impacto al menos un día al mes.
Otra causa es el fenómeno de El Niño de 2023 que comenzó a desarrollarse a inicios del año. La condición de El Niño se establece cuando extensas áreas superficiales del Océano Pacífico central y oriental se calientan más que el promedio, causando generalmente un aumento en la temperatura global ya que "transporta parte de la energía desde las profundidades y la eleva hacia la atmósfera". Los hallazgos recientes muestran que el cambio climático está exacerbando la fuerza de El Niño. Lo que se observa es un aumento de la variabilidad del patrón climático El Niño-Oscilación del Sur, creando eventos más intensos, tanto de El Niño como de La Niña. 
El cambio climático también puede provocar cambios en las corrientes en chorro que probablemente contribuyeron a las olas de calor. El calentamiento en ciertas regiones árticas hace que la corriente en chorro sea más débil y ondulada, lo que provoca que diferentes patrones climáticos permanezcan más tiempo en el mismo lugar.

## Los océanos

### Marzo
Temperaturas superiores a la media en el noreste del Pacífico Sur en este mes. 

### Marzo-junio
La temperatura media del mar en el océano Atlántico Norte fue de 19,9 °C, superando en 0,1 °C el récord anterior para este día establecido en 2020. el 5 de marzo y duró los siguientes tres meses y subió el 11 de junio otros 0,5 °C por encima del valor récord, alcanzando los 22,7 °C.

### Agosto
El 1 de agosto de 2023, la temperatura media de la superficie del mar alcanzó los 20,96 °C, la más alta jamás registrada. A los científicos les preocupa qué tan calientes estarán los océanos en el próximo mes de marzo de 2024, ya que marzo es el mes en que registran sus más altas temperaturas. 

## Norte de África

### Abril
Del 26 al 28 de abril se produjo una ola de calor de tres días de duración en la región del Mediterráneo occidental, con origen en el norte de África. En algunas zonas de Marruecos y Argelia la temperatura superó los 40 °C.

### Julio
Marruecos, Argelia y Túnez todavía tenían temperaturas de hasta 47 °C (117 °F) el 13 de julio. 
Una ola de calor azotó Tabarka, Túnez, el 14 de julio. 
El 19 de julio se enteraba en El Cairo una semana de temperaturas de 40 °C (104 °F), con efectos agravados por cortes de energía
Los datos registrados el 18 de julio fueron:
1. Tozeur, Túnez, 46,9 °C (116,4 °F).
2. Chlef, Argelia 47,4 °C (117,3 °F) y muchos otros lugares superan los 44 °C (111 °F).
3. Kharga en Egipto 45,2 °C (113 °F).

La ola de calor se hizo aún más intensa en los días siguientes:
- 23 de julio:
  - Argel, Argelia 48,7 °C (119,7 °F) — Temperatura más alta registrada en la ciudad capital
  - Kairounan, Argelia 49 °C (120 °F)
- 24 de julio:
  - Túnez, Túnez 48,9 °C (120,0 °F)

El 24 de julio, Ghar el-Melh, en el norte de Túnez, alcanzó una temperatura de 50 °C. 

## África subsahariana

### Julio
Los datos registrados el 18 de julio fueron:
- Faya, Chad 45,8 °C (114,4 °F)
- Bilma, Níger 44,4 °C (112 °F).

El 20 de julio de 2023, las temperaturas africanas cayeron repentinamente a un mínimo más estacional: 
- Burkina Faso: 84,67 °F (29,26 °C)
- Malí: 84,58 °F (29,21 °C)
- Senegal: 84,04 °F (28,91 °C)
- Mauritania: 83,88 °F (28,82 °C)
- Yibuti: 83,30 °F (28,50 °C)
- Gambia: 83,05 °F (28,36 °C)
- Guinea-Bissau: 82,49 °F (28,05 °C)
- Níger: 82,49 °F (28,05 °C)
- Benín: 82,45 °F (28,03 °C)
- Sudán del Sur: 82,35 °F (27,97 °C)[11]

## Asia

### Febrero
Febrero de 2023 fue registrado como el más cálido en la India en 122 años.

### Abril
A partir de abril de 2023, una ola de calor sin precedentes en Asia ha afectado a varios países, incluidos India, China, Laos y Tailandia. 
Turkmenistán registró 42° Celsius (107,6° Fahrenheit) el día 26. 
El servicio de monitoreo atmosférico Copernicus de la Unión Europea señaló el 26 de abril que los incendios iniciados en mayo continuaban ardiendo en las provincias rusas de Cheliábinsk, Omsk y Novosibirsk, Primorye Krai, Kazajistán y Mongolia. 

### Mayo
El 31 de mayo se registró una temperatura de más de 43 °C en Uzbekistán, más de 41 °C en Kazajistán y más de 45 °C en China. 

### Junio
Una ola de calor a principios de junio en Israel, con temperaturas entre 35 °C (95 °F) en Jerusalén y 45 °C (113 °F) en el valle del Jordán , junto con fuertes vientos, provocaron cientos de incendios forestales. Las carreteras y algunos edificios fueron evacuados el día 2 de junio, en medio de continuos cortes de electricidad. Los bomberos controlaron rápidamente los incendios, limitando los daños materiales. 
Beijing alcanzó los 40 °C (104 °F) el día 6, después de 10 días por encima de los 35 °C (95 °F). El gobierno ordenó a todos los empleadores que suspendieran cualquier trabajo al aire libre y que la gente trabajara desde casa si podía. 
Algunas zonas de Mongolia registraron 30 °C (86 °F), especialmente en la estepa oriental y las provincias del sur de Gobi, con una predicción de 38 °C (100 °F) para el día 21, en Khanbogd Soum. 
Un golpe de calor cobró 22 vidas en Mardan, Islamabad, el 26 de junio y las temperaturas subieron por encima del promedio estacional. 

### Julio
El 16 de julio de 2023, China registró una temperatura récord de 52,2 °C (126,0 °F) en Aydang, Turpan, provincia de Xinjiang. 
Los datos meteorológicos del 16 de julio de 2023 fueron los siguientes:
1. 52,2 C (126 F) en Sanbao, Chnia.
2. 35 C (95 F) en Beijing.
3. 52,2C. en Aydang, Turpan, provincia de Xinjiang .

El gobierno japonés y la NHK emitieron consejos de salud para el público en general mientras alertaban de insolación en 20 de las 47 prefecturas del país, principalmente en el este y suroeste, el 16 de julio. 
Los datos del 16 de julio se registraron como: 
1. La ciudad de Kiryu, en la prefectura de Gunma, alcanzó los 39,7 °C.
2. Hachioji, en el oeste de Tokio, alcanzó los 38,9 °C.
3. La ciudad de Hirono, en la prefectura de Fukushima, alcanzó los 37,3 °C.
4. Nasushiobara con 35,4 °C.

El 16 de julio cayeron lluvias torrenciales en el norte de Japón, que provocaron inundaciones y el consiguiente deslizamiento de tierra. 
Se registraron 152 °F (66,7 °C) en el Aeropuerto Internacional del Golfo Pérsico , en Irán, el 16 de julio. 
Al Ahsa, Arabia Saudita, registró 50,5 °C (122,9 °F) el día 18. 
La Administración Meteorológica de Corea (KMA) emitió una advertencia de ola de calor el día 19 y advirtió a la gente sobre temperaturas esperadas de 33 C en el futuro previsible, y la provincia sureña de Gangwon, la provincia Chungcheong del Norte y algunas regiones del sur verían algo de lluvia que se esperaba que fuera alrededor de 5 a 20 milímetros de profundidad total el día 19. 
El día 20 se declara una ola de calor en Mongolia después de que en el soum de Khanbogd continúen temperaturas de 38 °C.
El gobierno de Japón y la Agencia de Gestión de Incendios y Desastres respondieron al calor excesivo actual emitiendo más avisos de salud al público el 19 de julio. Las estadísticas semanales oficiales de la Agencia de Gestión de Incendios y Desastres del 19 de julio mostraron que 8189 (4484 tenían 65 años o más) fueron hospitalizados esa semana, un 200 % más que la semana anterior y en esa época de 2022. Tokio tuvo el número más alto con 1066, un aumento del 460 %. en 2022. 3215 sufrieron un golpe de calor en casa y 1445 lo sufrieron fuera de todo el país. Esa semana también murieron tres personas, ya que el calor alcanzó los 39 °C en muchas partes de Japón el 19 de julio. 
Corea del Sur y China habían informado de inundaciones mortales debido a lluvias inusualmente intensas, que dejaron varias decenas de muertos el día 23. El calor récord continuó en Japón y Corea el día 23. 
Los restos del tifón Doksuri azotan la provincia de Hebei y Beijing, matando a 21 personas. 744,8 milímetros (29,3 pulgadas) de lluvia cayeron sobre Beijing entre el 26 de julio y el 2 de agosto, según la Oficina Meteorológica de Beijing, ya que Beijing y la provincia de Hebei sufrieron inundaciones que destruyeron carreteras, dejaron sin electricidad y cortaron tuberías de agua. Zhuozhou, en Hebei, fue tan gravemente afectada que la policía local publicó en Weibo un pedido de iluminación para ayudar a los trabajadores de rescate en la ciudad devastada. 

### Agosto
Hacía 35 °C (95 °F) en Seúl, Corea del Sur, el 4 de agosto.
33 personas murieron el 14/08/2023 cuando un deslizamiento de tierra provocado por una inundación azotó aldeas en las regiones del Himalaya de la India. 

## Europa

### Abril
Europa batió su récord de temperatura de abril cuando el aire en el aeropuerto de Córdoba alcanzó los 38,8 °C. El 26 de abril, una imagen de Sentinel-2 mostró que la laguna Fuente de Piedra se secó completamente por primera vez. Un estudio rápido de atribución realizado por World Weather Attribution encontró que la ola de calor probablemente habría sido más de 2 °C más fría sin el cambio climático y que el cambio climático hizo que la ola de calor fuera 100 veces más probable que ocurriera. 

### Mayo
Las temperaturas del mediodía en Bicester y Banbury, Reino Unido, alcanzaron los 26 °C, con un promedio regional de 24 °C a 25 °C.

### Julio
El faro de Slettnes, en el norte de Noruega, alcanzó los 28,8 °C (83,8 °F) el 13 de julio.
Una importante ola de calor prolongada que afectó a la mayor parte de Europa hasta mediados de julio fue denominada "Cerberus" por la Sociedad Meteorológica Italiana  y provocó temperaturas récord en el Ártico. 
El 18 de julio, las temperaturas alcanzaron hasta: 
1. Cerdeña: 47 °C (117 °F) o 46 °C (115 °F).
2. Roma: 41,8 °C (107,2 °F) 42,9 °C (109 °F), un récord de todos los tiempos.
3. Atenas: 41 °C (106 °F).
4. Santorini: 41 °C (106 °F).
5. Sevilla: 41 °C (106 °F).
6. Madrid: 37 °C (99 °F) .
7. Sicilia: 46,3 °C (115 °F), un récord de todos los tiempos.
8. Cataluña: 45,3 °C (113 °F), un récord de todos los tiempos.

El 22 de julio un incendio forestal azotó La Palma y provocó la evacuación de 500 personas. 
Los incendios forestales azotaron Rodas los días 22 y 23 de julio. 
Los incendios forestales afectaron a Lardos y Kiotari, Grecia, el 23 de julio. Rodas tenía una temperatura de 49 °C el día 23, y la evacuación de turistas comenzó ese día. Ocho países de la UE enviaron bomberos para ayudar a Grecia, mientras que Israel, Jordania y Turquía enviaron principalmente equipos aéreos a los bomberos griegos. 
16 ciudades italianas estaban bajo alerta roja por calor, incluidas Roma, Florencia y Bolonia el 23 de julio. 
Oficialmente, la temperatura del aire alcanzó los 48,0 °C (118,4 °F) el 24 de julio en Jerzu, Cerdeña, durante la ola de calor que, de validarse, sería la temperatura más alta registrada en Europa durante el mes de julio.
Los funcionarios del Reino Unido emitieron 11 alertas de inundaciones cuando una lluvia torrencial azotó Lancashire el 22 de julio. La Oficina Meteorológica emitió una advertencia de clima severo para todo el condado el día 23. 
Los días 23 y 24 se volvieron a emitir avisos de inundaciones para 12 áreas locales en Lancashire, Merseyside, Greater Manchester y Yorkshire, así como alertas aisladas en Leicestershire y Middlesbrough, Blackpool y Thornton están parcialmente inundados. 
Corfú se ve afectada por incendios forestales y de matorrales. Los turistas son evacuados de Corfú el día 25. 
Una persona murió y 15 resultaron heridas cuando una tormenta azotó La Chaux-de-Fonds en el noroeste de Suiza el día 23. 
Albania estableció su récord de temperatura máxima de todos los tiempos en 44 °C (111 °F) en Kuçovë. 
Los días 26 y 27 los incendios forestales azotaron Turquía, Bulgaria, Croacia, Albania, Macedonia del Norte, Grecia y el sur de Italia.
El día 27 se produjeron incendios forestales en Sicilia, Dubrovnik, Rodas, Gran Canaria, Lisboa y Cascais en Portugal y sus alrededores. 
Julio Lancashire, Merseyside, Greater Manchester e Irlanda del Norte registran el julio más lluvioso jamás registrado en Lancashire, con un 247 % de los niveles normales de precipitaciones. 

### Agosto
En Ucrania, la temperatura alcanzó los 40 °C, alrededor de Zaporizhzhia y el lago de Slaviansk el 5 de agosto.
El 5 de agosto cayeron 30 centímetros de granizo sobre la ciudad alemana de Reutlingen.
Las partes orientales de Cleveland, Yorkshire, se inundaron los días 4, 5 y 6 de agosto, especialmente en Loftus y Skinningrove de Teesside , y la ciudad de Reddcar. 
Las fuertes lluvias causan inundaciones masivas en Eslovenia los días 6 y 7, matando a siete personas y causando daños por valor de más de 500 millones de dólares en el 66 % del área del país y se informa como el peor desastre natural que haya azotado al país en la historia. 
Los incendios forestales afectaron el día 8 a 19 pueblos del Algarve , entre ellos Odeceixe y Monchique. 
Inundaciones y deslizamientos de tierra azotaron el sur de Noruega el 9 de agosto. Se derrumba una presa mal construida en el río Glåma, en la central hidroeléctrica de Braskereidfoss. 
La temperatura más alta registrada, 46,8 °C, se alcanzó en Valencia el 11 de agosto. Se espera que las intensas condiciones de ola de calor, la tercera ocurrencia de este tipo este verano, continúen en los próximos días y semanas en la región del Mediterráneo.
3.500 personas fueron evacuadas de los incendios forestales en Argelès-sur-Mer, Francia. Grandes incendios forestales azotaron Tenerife.
Las temperaturas del mediodía en Birmingham, Reino Unido, alcanzaron los 27 °C, con un promedio regional de 24 °C a 25 °C 
Más de 600 bomberos de varios otros países europeos, junto con una flota de aviones y helicópteros que lanzan agua, combatieron grandes incendios forestales en Grecia. 20 han muerto a causa del miedo en los últimos días.
La oficina del distrito de Garmisch-Partenkirchen en Baviera declaró el estado de desastre en el municipio de Bad Bayersoien, después de que el 80 % de su edificio fuera destruido por granizo de 8 cm. 
El ciclón Poppea azotó el mar de Liguria en el norte de Italia provocando deslizamientos de tierra e inundaciones que arrasaron las carreteras que daban al lago Como. Inundaciones repentinas afectaron a Génova ya que la alerta de inundaciones permaneció en pie en Piamonte y Lombardía permaneció en vigor. 
Palmas de la isla de Mallorca fue puesta bajo alerta meteorológica amarilla y naranja. La policía de Palma informó de la caída de árboles y de daños provocados por el clima en los edificios de la ciudad. El barco Britannia de P&O Cruises se soltó de su amarre y chocó con otro barco mientras las tormentas azotaban el puerto de Palma. El viento tuvo rachas de hasta 100 km/h.

## América del Norte

### Mayo
La localidad canadiense de Arviat, Nunavut, registró 21,2 °C (70,2 °F) el 13 de mayo.

### Junio
Una intensa ola de calor afectó a Puerto Rico y el Caribe a principios de junio, alcanzando temperaturas récord en San Juan y provocando que el índice de calor alcanzara los 52 °C (125 °F) en una ciudad.
La ciudad mexicana de Mérida, Yucatán, alcanzó su índice de calor más alto registrado con 55.6 °C el 11 de junio, superado al día siguiente para alcanzar 56.1 °C; la temperatura del aire se acercaba a los 41 °C.
La ola de calor azotó los estados del norte de México, como Sonora, donde las temperaturas (antes del índice de calor) se registraron hasta 49 °C (120 °F). Más de 100 personas murieron por insolación o deshidratación.

### Julio
En Canadá, el 8 de julio, Norman Wells. Territorios del Noroeste, a 65°N, alcanzó 37,9 °C (100,2 °F), la primera temperatura superior a 37,8 °C (100 °F) tan al norte. Grandes incendios forestales, que este año consumieron en Canadá más superficie de la que jamás se haya registrado, continuaron asolando la zona. 
Miami, Florida, tuvo el lapso de días más largo con máximas superiores a los 100 °F el 15 de julio después de 44 días. 
Valle de la Muerte: 128 °F (53,3 °C) el 16 de julio. 
En Estados Unidos, una ola de calor extremo afectó a muchos estados, incluidos Texas, Nuevo México, Arizona, Nevada y California. Las temperaturas alcanzaron hasta 53 °C (128 °F) en el valle de la Muerte, mientras que Phoenix alcanzó los 48 °C (119 °F) en unos pocos días y rompió el récord anterior de 18 días consecutivos, superando los 110 °F (43 °C), para un total de 31 días consecutivos (todos los días de julio). Se emitieron advertencias de calor en muchos estados del sur hasta el este de Florida, donde se observaron temperaturas oceánicas récord. El Servicio Meteorológico Nacional (NWS) emitió su primer aviso de calor excesivo para Miami, Florida, el 17 de julio de 2023.
Phoenix, Arizona: 97 °F (36,1 °C) el 19 de julio de 2023. 
Phoenix, Arizona, tuvo el lapso de días más largo con máximas superiores a 110 °F (43,3 °C) el 25 de julio después de 26 días.
El 31 de julio, el incendio Eagle Bluff provocó la evacuación de Osoyoos, Columbia Británica. Tanto los funcionarios estadounidenses como los canadienses estimaron que alrededor de 890 ha (2200 acres) en el lado canadiense de la frontera estaban en llamas debido a la sequedad y el calor prolongados entre junio y julio, a pesar de las altas temperaturas estacionales de 31 a 32 °C (88-90 °F) en el momento del incendio. Se quemaron 2000 acres (3,13 millas cuadradas) en el lado estadounidense de la frontera. Un bombero murió en el lado canadiense. Ese día ardían 1500 incendios en el estado de Washington y en la Columbia Británica, y 101 estaban fuera de control.

### Agosto
El incendio York de California, que duró una semana, era el más grande del estado ese año el 1 de agosto, con más de 125 millas cuadradas (323,7 kilómetros cuadrados) y estaba contenido en un 23 %, según los funcionarios de bomberos de California. Alrededor de 400 bomberos estaban combatiendo el incendio y tuvieron que equilibrar sus esfuerzos con la preocupación de alterar el frágil ecosistema en la Reserva Nacional Mojave de California.
Oklahoma ha visto varias veces donde el índice de calor alcanzó los 115 °F (46 °C). También calor más extremo el 4 de agosto en Texas.
Incendios salvajes queman Kaanapali, al norte de la ciudad de Lahaina, Hawái, el día 10. 
20 000 evacuados de Yellowknife y cerca de Ndılǫ, Dettah e Ingraham Trail. Enterprise quedó prácticamente destruida y Hay River estuvo en peligro por los incendios. 
Inundaciones azotaron Las Vagas. 
La Agencia de Manejo de Emergencias del Condado de Maui anuncia el fin de su orden de evacuación por incendio forestal. 
Palm Springs queda aislada por las inundaciones. Más de 40 millones de personas estaban bajo advertencias de tormenta tropical cuando la tormenta Hilary provocó inundaciones en Los Ángeles y Cathederal City, además de causar una destrucción generalizada en California y Nevada. 
Los incendios forestales queman hasta los cimientos la ciudad hawaiana de Lahaina dejando más de 100 muertos.
La árida península de Baja California, en México, se inunda cuando un huracán la azota y causa una muerte e inundaciones generalizadas antes de degradarse a tormenta tropical. 
Más de 100 mm de lluvia cayeron en las regiones de Vorarlberg, Tirol, Salzburgo y Carintia, lo que provocó evacuaciones, rutas ferroviarias y puentes que se cerraron debido a las inundaciones en Bad Gastein, Salzburgo.

## América del Sur

### Enero
Durante el 2023 en Perú, fue el mes mas seco en el departamento de Puno en los últimos 59 años. Esto generó continuó con el descenso del nivel del lago Titicaca.

### Agosto
El 2 de agosto de 2023, una ola de calor azotó América del Sur, provocando temperaturas en muchas zonas superiores a los 35 °C (95 °F) en pleno invierno. Algunos lugares establecen récords de calor de todos los tiempos. 
Río de Janeiro batió un récord de calor de 117 años. Chile registró máximas cercanas a los 40 °C y Bolivia experimentó un fuerte aumento de las temperaturas. Asunción registró 33 °C (91 °F).

## Australia

### Febrero
La Oficina Australiana de Meteorología pronosticó olas de calor en toda Australia durante los próximos días y ya había implementado advertencias de altas temperaturas en todos los estados de Australia excepto Canberra, Jervis Bay y el Territorio del Norte.

## Federación Rusa

### Abril
El jefe del Ministerio de Situaciones de Emergencia, Alexander Kurenkov, viajó al lugar del incendio que afectó a la provincia de Kurgán el 26 de abril.
El Servicio de Monitoreo Atmosférico Copernicus de la Unión Europea dijo el 26 de abril que los incendios iniciados en mayo continuaban ardiendo en las provincias rusas de Cheliábinsk, Omsk y Novosibirsk, Primorye Krai, Kazajistán y Mongolia.

### Mayo
El 8 de mayo había 80 incendios activos en una superficie de 113 500 hectáreas (280 000 acres) en las regiones del Distrito Federal de los Urales. 

### Junio
37,9 grados Celsius (100,2 Fahrenheit) en Jalturovosk el 3 de junio. 
Los datos del 8 de junio se registraron en: 
1. 38,0 °C (100,4 °F) Zdvinsk
2. 35,6 °C (96,1 °F) Empate en Tomsk
3. 38,0 °C (100,4 °F) Verjoyansk
4. 38,2 °C (100,8 °F) Kúpino
5. 36,7 °C (98,1 °F) Kolyván
6. 36,3 °C (97,3 °F) Ermakovskoye
7. 35,3 °C (95,5 °F) Sabroso

El 8 de junio se reveló que los incendios forestales ocurridos en mayo en los Montes Urales de Rusia habían matado al menos a 21 personas. 

### Julio
El 11 de julio de 2023, en Ekaterimburgo (56° de latitud norte), en Rusia, por primera vez en la historia de las observaciones meteorológicas (más de 187 años), se registró una temperatura de +40 °C. 

### Agosto
Un gran incendio se produjo en Gelendzhik, en la zona de Krasnodar Krai y tuvo una superficie de cincuenta mil metros cuadrados, según el Ministerio de Gestión de Emergencias de Rusia. Los fuertes vientos avivaron las llamas ese día. 195 personas, 45 unidades de bomberos y un helicóptero Mi-8 ayudaron a combatir el incendio, pero el helicóptero está en tierra por la noche. 

## Respuestas políticas, benéficas, de ONG, de la ONU, científicas y corporativas
El máximo diplomático de China, Wang Yi y el diplomático estadounidense, John Kerry, pidieron un "liderazgo global" en cuestiones climáticas.
Algunos meteorólogos culparon oficialmente al cambio climático por el evento. Los meteorólogos acusaron a una ola de calor marina a aproximadamente 60 millas de la costa de California de ayudar a alimentar el huracán Hilary.
El 2 de agosto, Xi Jinping, secretario general del Comité Central y presidente de la República Popular China, instó a los funcionarios locales a hacer todos los esfuerzos posibles para encontrar a las 29 personas desaparecidas y a las muchas personas que quedaron atrapadas por las crecientes aguas.
A finales de julio, Joe Biden anunció algunas medidas para proteger a los estadounidenses de las olas de calor. Entre ellas se incluyen normas de seguridad para los trabajadores que trabajan al aire libre con mecanismos de aplicación, que garantizan el acceso al agua a las comunidades en peligro y mejoran las previsiones meteorológicas. El dinero proviene en parte de la Ley de Empleo e Inversión en Infraestructura y de la Ley de Reducción de la Inflación. Biden también se reunió con los alcaldes de Phoenix, Arizona y San Antonio para comprender mejor las necesidades de las ciudades gravemente afectadas por la ola de calor. Incluso antes de la ola de calor ya se habían tomado algunas medidas: centros de refrigeración y edificios más eficientes.